# Lesnica
Lesnica es un municipio del distrito de Stará Ľubovňa en la región de Prešov, Eslovaquia, con una población estimada a final del año 2024 de 494 habitantes.
Se encuentra ubicado al noroeste de la región, cerca del río Poprad (cuenca hidrográfica del río Vístula) y de la frontera con  Polonia.

## Demografía
| Año        | 1994 | 2004     | 2014    | 2024    |
| ---------- | ---- | -------- | ------- | ------- |
| Población  | 487  | 536      | 503     | 494     |
| Diferencia |      | +10,06 % | −6,15 % | −1,78 % |

| Año        | 2023 | 2024    |
| ---------- | ---- | ------- |
| Población  | 495  | 494     |
| Diferencia |      | −0,20 % |